# Pressure Cookin’
Pressure Cookin’ (engl. für: Kochen unter Druck) ist das dritte Musikalbum des amerikanischen Funk-Soul-Trios Labelle. Es war im August 1973 das einzige Album, das sie bei RCA Records veröffentlichten.
Bei Veröffentlichung wurde das Album aufgrund der von Nona Hendryx komponierten und getexteten Lieder von den Kritikern hoch gelobt. Unter den erwähnenswerten Stücken sind das im Stil des Psychedelic Soul arrangierte Medley von Thunderclap Newmans Something in the Air und Gil Scott-Herons The Revolution Will Not Be Televised, in dem alle drei Bandmitglieder Patti LaBelle, Nona Hendryx und Sarah Dash jeweils eine Strophe rappen. Alle drei teilen sich auch die führende Gesangsstimme im als Biografie angelegten (Can I Speak to You Before You Go to) Hollywood. Das Stück basiert auf der Geschichte von alten Freunden des Trios aus der Anfangszeit ihrer Karriere, die jedoch auf dem Weg zur eigenen Berühmtheit den Kontakt zu den Sängerinnen verloren haben.
RCA Records veröffentlichte zwar sowohl das funk-rockige Goin' On a Holiday als auch das durch Santanas Sound beeinflusste Let Me See You in the Light als Singles, doch weder diese beiden Veröffentlichungen noch das Album selbst konnten sich in den Charts platzieren. Trotz des anfänglichen Misserfolgs wurde Pressure Cookin’ zum Klassiker und wird als ein für eine Frauenband revolutionäres Album angesehen, da sie in ihren Songs soziale und politische Themen thematisierten.

## Titelliste
Alle Texte und Kompositionen (außer Tracks A2 und B4) von Nona Hendryx.
A-Seite
1. Pressure Cookin’ (3:00)
2. Medley: Something in the Air/The Revolution Will Not Be Televised (Speedy Keen / Gil Scott-Heron) (5:50)
3. Sunshine (Woke Me Up This Morning) (3:18)
4. (Can I Speak to You Before You Go to) Hollywood? (6:38)

B-Seite
1. Mr. Music Man (4:05)
2. Goin' on a Holiday (3:21)
3. Let Me See You in the Light (6:13)
4. Open Up Your Heart (Stevie Wonder) (3:25)
5. Last Dance (4:15)

## Mitwirkende
- Patti LaBelle: Gesang
- Nona Hendryx: Gesang
- Sarah Dash: Gesang